# Margaret Cho
Margaret Cho, geboren als Moran Cho (San Francisco, 5 december 1968) is een Amerikaans stand-up comédienne en actrice van Koreaanse afkomst. Ze werd in 2012 genomineerd voor een Primetime Emmy Award voor haar gastrol als Kim Jong-Il in de komedieserie 30 Rock en in 2013 voor een Grammy Award voor haar komediealbum Cho Dependent. Ze won in 1994 daadwerkelijk de American Comedy Award voor grappigste vrouwelijke stand-upper. In datzelfde jaar debuteerde ze op het witte doek in de romantische komedie Angie en werd ze het hoofdpersonage van de komedieserie All-American Girl.
Ondanks haar achtergrond als comédienne speelt Cho gevarieerde rollen in films. Ze is ook te zien in het erotische Red Shoe Diaries 9: Hotline, de thriller Face/Off en in de horrorfilm One Missed Call.
Cho trouwde in juni 2003 met Al Ridenour. In 2015 diende ze een verzoek tot echtscheiding in. Cho is openlijk biseksueel.

## Filmografie
| - Undateable John (2019) - Bright (2017) - Sharknado 5: Global Swarming (2017, televisiefilm) - Alaska Is a Drag (2017) - Hurricane Bianca (2016) - Tooken (2015) - Senior Project (2014) - Cabot College (2014, televisiefilm) - Wedding Palace (2013) - Amelia's 25th (2013) - 17 Again (2009) - The Snake (2008) - One Missed Call - Two Sisters (2008, televisiefilm) - East Broadway (2006) - Bam Bam and Celeste (2005) - Nobody Knows Anything! (2003) | - $pent (2000) - The Tavern (1999) - Can't Stop Dancing (1999) - Five Houses (1998, televisiefilm) - The Rugrats Movie (1998, stem) - The Thin Pink Line (1998) - Ground Control (1998) - Pink as the Day She Was Born (1997) - Sweethearts (1997) - Fakin' Da Funk (1997) - Face/Off (1997) - It's My Party(1996) - The Doom Generation (1995) - Red Shoe Diaries 9: Hotline (1994) - Attack of the 5 Ft. 2 Women (1994, televisiefilm) - Angie (1994) - Move the Crowd (1992, televisiefilm) |

## Televisieseries
*Exclusief eenmalige gastrollen

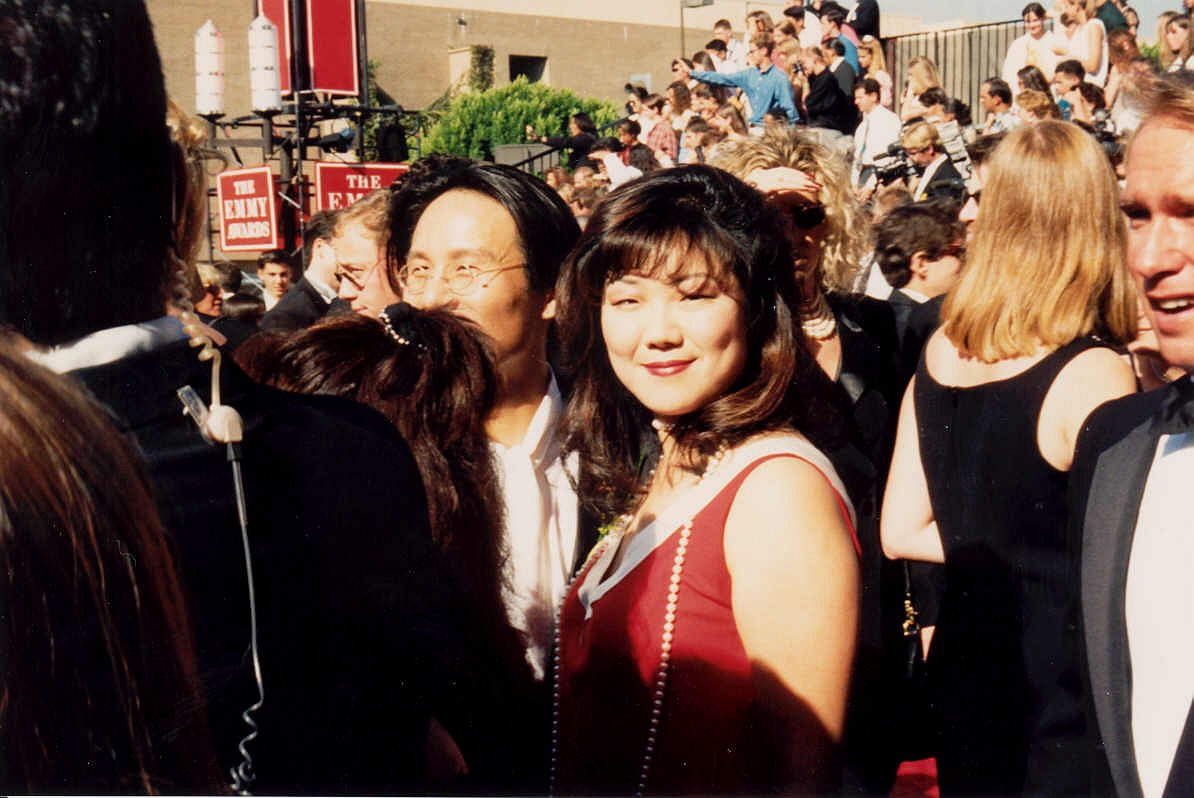

- Drop Dead Diva - Teri Lee (2009-2014, 78 afleveringen)
- Where the Bears Are - Mistress Lena (2013, twee afleveringen)
- 30 Rock - Kim Jong-Il (2011-2012, drie afleveringen)
- Ghost Whisperer - Avery Grant (2010, twee afleveringen)
- Rick & Steve the Happiest Gay Couple in All the World - Condie Ling (2007-2009, negen afleveringen)
- 'Til Death - Nicole (2007, drie afleveringen)
- The Lost Room - Suzie Kang (2006, twee afleveringen - miniserie)
- All-American Girl - Margaret Kim (1994-1995, negentien afleveringen)

- Biblioteca Nacional de España: XX1541100
- Gemeinsame Normdatei: 133390292
- International Standard Name Identifier: 0000 0000 4575 8465
- Library of Congress Control Number: no99051176
- MusicBrainz: 030631a1-6cae-4050-ac0c-6854199fa93a
- Nationale Bibliotheek van Israël: 987007599042005171
- SNAC: w6rk88v2
- Système universitaire de documentation: 11204798X
- Virtual International Authority File: 21779113
- WorldCat: E39PBJwxKQBRPpjHxV3QMWjcT3